# تروي ديفريس
تروي ديفريس (بالإنجليزية: Troy DeVries)‏ مواليد 27 يوليو 1982 في مونت فيرنون، هو لاعب كرة سلة أمريكي. بدأ مسيرته الاحترافية في سنة 2005. يلعب مع فريق لوس أنجلوس ديفيندرز في دوري الرابطة الوطنية لفئة التطوير. يحمل الرقم 7. يبلغ طوله 6 قدم 4 بوصة (1.9 م).

## المسيرة الاحترافية
لعب مع نادي لاردة لكرة السلة في موسم 2008–2009، ثم لعب مع نادي سانت جوسيب لكرة السلة في الدوري الإسباني في موسم 2009–2010، ثم لعب مع أديليد ثيرتي سيكسترز في الدوري الأسترالي في موسم 2010–2011، ثم لعب مع بالونكيستو مالقا في الدوري الإسباني في سنة 2012، ثم لعب مع باسكت مانريسا في موسم 2012–2013، ثم لعب مع توركو كونياسبور في الدوري التركي من سنة 2013 إلى 2016.

## روابط خارجية
- تروي ديفريس على موقع الدوري الإسباني لكرة السلة (الإسبانية)
- تروي ديفريس على موقع كرة السلة الأوروبية.كوم (الإنجليزية)
- تروي ديفريس على موقع كلية كرة السلة في سبورتس رفرنس.كوم (الإنجليزية)
- تروي ديفريس على موقع ريلجم (الإنجليزية)
- تروي ديفريس على موقع بروبوليرز (الإنجليزية)
- تروي ديفريس على موقع سبورتس رفرنس (الإنجليزية)
- تروي ديفريس على موقع سبورتس رفرنس (الإنجليزية)